# San Nicolás Tolentino, Puebla
San Nicolás Tolentino är en ort i Mexiko.   Den ligger i kommunen Tepeaca och delstaten Puebla, i den sydöstra delen av landet, 130 km öster om huvudstaden Mexico City. San Nicolás Tolentino ligger 2 277 meter över havet och antalet invånare är 453.
Terrängen runt San Nicolás Tolentino är varierad, och sluttar söderut. Runt San Nicolás Tolentino är det ganska tätbefolkat, med 120 invånare per kvadratkilometer. Närmaste större samhälle är Amozoc de Mota, 12,6 km väster om San Nicolás Tolentino. Omgivningarna runt San Nicolás Tolentino är en mosaik av jordbruksmark och naturlig växtlighet.